# Challenger de Taipéi
EL Santaizi ATP Challenger es un torneo profesional de tenis. Pertenece al ATP Challenger Tour. Se juega desde el año 2014 sobre pistas de carpeta indoor, en Taipéi.

## Palmarés

### Individuales
| Año  | Campeón       | Finalista           | Resultado           |
| ---- | ------------- | ------------------- | ------------------- |
| 2014 | Gilles Müller | John-Patrick Smith  | 6-3, 6-3            |
| 2015 | Sam Groth     | Konstantin Kravchuk | 6-7(5), 6-4, 7-6(3) |
| 2016 | Daniel Evans  | Konstantin Kravchuk | 3–6, 6–4, 6–4       |
| 2017 | Lu Yen-hsun   | Tatsuma Ito         | 6–1, 7–6(4)         |
| 2018 | Yuki Bhambri  | Ramkumar Ramanathan | 6–3, 6–4            |
| 2019 | Dennis Novak  | Sergiy Stakhovsky   | 6–2, 6–4            |
| 2020 | No Celebrado  | No Celebrado        | No Celebrado        |
| 2021 | No Celebrado  | No Celebrado        | No Celebrado        |
| 2022 | No Celebrado  | No Celebrado        | No Celebrado        |
| 2023 | No Celebrado  | No Celebrado        | No Celebrado        |
| 2024 | Adam Walton   | Illya Marchenko     | 3–6, 6–2, 7–6(3)    |

### Dobles
| Año  | Campeones                        | Finalistas                             | Resultado        |
| ---- | -------------------------------- | -------------------------------------- | ---------------- |
| 2014 | Samuel Groth Chris Guccione      | Austin Krajicek John-Patrick Smith     | 6-4, 5-7, 10-8   |
| 2015 | Matthew Ebden Wang Chieh-fu      | Sanchai Ratiwatana Sonchat Ratiwatana  | 6–1, 6–4         |
| 2016 | Hsieh Cheng-peng Yang Tsung-hua  | Frederik Nielsen David O'Hare          | 7–6(6), 6–4      |
| 2017 | Marco Chiudinelli Franko Škugor  | Sanchai Ratiwatana Sonchat Ratiwatana  | 4–6, 6–2, [10–5] |
| 2018 | Matthew Ebden Andrew Whittington | Prajnesh Gunneswaran Saketh Myneni     | 6–4, 5–7, [10–6] |
| 2019 | Sriram Balaji Jonathan Erlich    | Sander Arends Tristan-Samuel Weissborn | 6–3, 6–2         |
| 2020 | No Celebrado                     | No Celebrado                           | No Celebrado     |
| 2021 | No Celebrado                     | No Celebrado                           | No Celebrado     |
| 2022 | No Celebrado                     | No Celebrado                           | No Celebrado     |
| 2023 | No Celebrado                     | No Celebrado                           | No Celebrado     |
| 2024 | Ray Ho Nam Ji-sung               | Toshihide Matsui Kaito Uesugi          | 6–2, 6–2         |